# عبدالرزاق بن مسعود
عبدالرزاق بن مسعود (انگلیسی: Abderrazak Ben Massaoud؛ زادهٔ ۱۵ مهٔ ۱۹۶۲) بازیکن والیبال اهل تونس بود.